# Indolestes luxatus
Indolestes luxatus – gatunek ważki z rodziny pałątkowatych (Lestidae).